# Де-Гар (Гогевен)
Де-Гар (нід. De Haar) — селище в нідерландській провінції Дренте. Входить до муніципалітету Гогевен.
Перша згадка про населений пункт датується 1936 роком.